# Токусіма Вортіс
Токусіма Вортіс (яп. 徳島ヴォルティス, Токусіма Вортіс) — японський футбольний клуб з міста Токусіма, який виступає в Джей-лізі 2.